# España en la Eurocopa 1984
La selección de fútbol de España participó por tercera vez en la Eurocopa en la edición de 1984, que se disputó en Francia entre el 18 de junio y el 27 de junio de 1984.
La selección española fue encuadrada en el grupo B y terminó en primera posición, por delante de Portugal. España se enfrentó a Dinamarca en las semifinales, partido que finalizó con empate 1 a 1 y se decidió en la tanda de penaltis, logrando la selección española el pase a la final por 5 a 4. España lograba el pase a la final por segunda vez desde aquella final de 1964 y se enfrentaría a la anfitriona, la selección de Francia. La selección local venció en la final por 2 a 0, logrando España el subcampeonato.
La final es recordada a menudo por un error del guardameta español Luis Arconada frente al chut poco peligroso de Michel Platini, anotando el equipo francés el primer tanto de la final.

## Clasificación
La fase de clasificación estuvo compuesta por cuatro cuatro grupos de cinco equipos y tres grupos de cuatro equipos, siendo los siete vencedores de grupo los clasificados para la edición de la Eurocopa de 1984 junto a la selección anfitriona de Francia.
España quedó encuadrada en el grupo 7 junto a las selecciones de Países Bajos, Irlanda, Islandia y Malta.
El último partido de clasificación, el que enfrentó a España con Malta, es recordado como una de las gestas más importantes de la selección española, puesto que necesitaba ganar a Malta por 11 goles o más para poder clasificarse, siendo el resultado final 12 a 1.
| Equipo       | Pts | PJ | PG | PE | PP | GF | GC |
| ------------ | --- | -- | -- | -- | -- | -- | -- |
| España       | 13  | 8  | 6  | 1  | 1  | 24 | 8  |
| Países Bajos | 13  | 8  | 6  | 1  | 1  | 22 | 6  |
| Irlanda      | 9   | 8  | 4  | 1  | 3  | 20 | 10 |
| Islandia     | 3   | 8  | 1  | 1  | 6  | 3  | 13 |
| Malta        | 2   | 8  | 1  | 0  | 7  | 5  | 37 |

## Fase final

### Convocatoria
Datos correspondientes a la situación previa al inicio del torneo.
| #     | Nombre                  | Posición       | Edad | PJ Sel | Club                   |
| ----- | ----------------------- | -------------- | ---- | ------ | ---------------------- |
| 1     | Luis Arconada           | Portero        | 29   | 57     | Real Sociedad          |
| 2     | Santiago Urquiaga       | Defensa        | 26   | 9      | Athletic Club          |
| 3     | José Antonio Camacho    | Defensa        | 29   | 48     | Real Madrid            |
| 4     | Antonio Maceda          | Defensa        | 27   | 18     | Real Sporting de Gijón |
| 5     | Andoni Goikoetxea       | Defensa        | 28   | 12     | Athletic Club          |
| 6     | Rafael Gordillo         | Defensa        | 27   | 49     | Real Betis             |
| 7     | Juan Antonio Señor      | Centrocampista | 25   | 15     | Real Zaragoza          |
| 8     | Víctor Muñoz            | Centrocampista | 27   | 20     | Barcelona              |
| 9     | Carlos Santillana       | Delantero      | 31   | 48     | Real Madrid            |
| 10    | Ricardo Gallego         | Centrocampista | 25   | 12     | Real Madrid            |
| 11    | Francisco José Carrasco | Delantero      | 25   | 21     | Barcelona              |
| 12    | Salvador García         | Defensa        | 23   | 3      | Real Zaragoza          |
| 13    | Francisco Buyo          | Portero        | 26   | 2      | Sevilla                |
| 14    | Julio Alberto Moreno    | Defensa        | 25   | 5      | Barcelona              |
| 15    | Roberto Fernández       | Centrocampista | 21   | 2      | Valencia               |
| 16    | Francisco López         | Centrocampista | 21   | 5      | Sevilla                |
| 17    | Marcos Alonso           | Delantero      | 24   | 19     | Barcelona              |
| 18    | Emilio Butragueño       | Delantero      | 20   | 0      | Real Madrid            |
| 19    | Manuel Sarabia          | Delantero      | 27   | 8      | Athletic Club          |
| 20    | Andoni Zubizarreta      | Portero        | 22   | 0      | Athletic Club          |
| D. T. | Miguel Muñoz            |                |      |        |                        |

### Fase de grupos
| Equipo              | Pts | PJ | PG | PE | PP | GF | GC |
| ------------------- | --- | -- | -- | -- | -- | -- | -- |
| España              | 4   | 3  | 1  | 2  | 0  | 3  | 2  |
| Portugal            | 4   | 3  | 1  | 2  | 0  | 2  | 1  |
| Alemania Occidental | 3   | 3  | 1  | 1  | 1  | 2  | 2  |
| Rumanía             | 1   | 3  | 0  | 1  | 2  | 2  | 4  |

### Semifinales
| 24 de junio de 1984, 20:00 | Dinamarca      | 1:1 (1:0) | España             | Estadio Gerland, Lyon                                                    |                                                                          |
|                            | Søren Lerby 7' | Reporte   | Antonio Maceda 67' | Asistencia: 47.483 espectadores Árbitro(s): George Courtney (Inglaterra) | Asistencia: 47.483 espectadores Árbitro(s): George Courtney (Inglaterra) |

| Tanda de penaltis    |  |     |  |                    |
| Kenneth Brylle       |  | 1:1 |  | Carlos Santillana  |
| Jesper Olsen         |  | 2:2 |  | Juan Antonio Señor |
| Michael Laudrup      |  | 3:3 |  | Santiago Urquiaga  |
| Søren Lerby          |  | 4:4 |  | Víctor Muñoz       |
| Preben Elkjær Larsen |  | 4:5 |  | Manuel Sarabia     |

### Final
| 27 de junio de 1984, 20:00 | Francia                              | 2:0 (0:0) | España | Parque de los Príncipes, París                                         |                                                                        |
|                            | Michel Platini 57' Bruno Bellone 90' | Reporte   |        | Asistencia: 47.368 espectadores Árbitro(s): Vojtěch Christov (Chequia) | Asistencia: 47.368 espectadores Árbitro(s): Vojtěch Christov (Chequia) |